# 暦博士
暦博士（れきはかせ）は、日本の律令制における官職の1つ。中務省陰陽寮に属して、毎年の造暦（暦の作成）と改暦、日食の予測、暦生の教育にあたった。定員1名（後に権官1名追加）・従七位上相当（ただし、後世では五位以上が慣例となる）。和訓は「こよみのはかせ」。唐名は司暦・司暦正保。

## 概要
『日本書紀』においては、欽明天皇14年（553年）条に登場するのが最古である。同年、6月に百済に暦博士を番によって日本に派遣することを求めている。これは当時、新羅との軍事的緊張下にあった百済に対する日本の軍事的支援に対する見返りであったと考えられ、日本からの継続的支援を希望する百済が暦博士を派遣しても毎年の暦の作成・提供に留まり、暦学伝授には応じなかったとする見方がある。そのため、実際の官制整備は、観勒が暦学を伝えた後の後代のことである。延暦10年（791年）に職田3町が設定される。古くは暦道・算道に通じた渡来人系の人物が任じられる事が多かったが、後に大春日氏・家原氏・大中臣氏・賀茂朝臣氏などが世襲した。清和天皇の頃に五紀暦・宣明暦の導入を主唱した大春日真野麻呂や大衍暦を日本に持ち帰った吉備真備の6代目の子孫とされる賀茂忠行が良く知られた。忠行の子・賀茂保憲は暦博士と天文博士を兼ねたが、その死後は保憲の子・賀茂光栄の子孫が暦道を、門人安倍晴明の子孫が天文道を継承した。なお、暦書を私的に持つことは雑令の秘書玄象令で厳しく規制されたために朝廷外に人材を求めるのは困難であり、平将門が「新皇」を名乗って文武百官を任じた際も暦博士は任命できず、同様に吉野朝廷（南朝）も暦博士を置けなかったらしく、その元号が入った具注暦は存在しない。
後に賀茂家の嫡流が断絶すると、同氏の庶流であった幸徳井友景が陰陽頭となり、孫の友傳以後は暦博士の官職は幸徳井家の世襲となる。だが、陰陽道においては土御門家が、暦学においては幕府天文方が圧迫を加えたために、後世の幸徳井家は専ら暦注のみを担当するにとどまった。明治維新後の陰陽寮の廃止とともに暦博士も廃止され、間もなく太陽暦への改暦によってその役目は終わる事になる。